# 萨布莱贾
萨布莱贾（英語：Sapleja）是孟加拉国巴里萨尔专区比罗杰布尔县的一个村。